# Kai Sundmacher

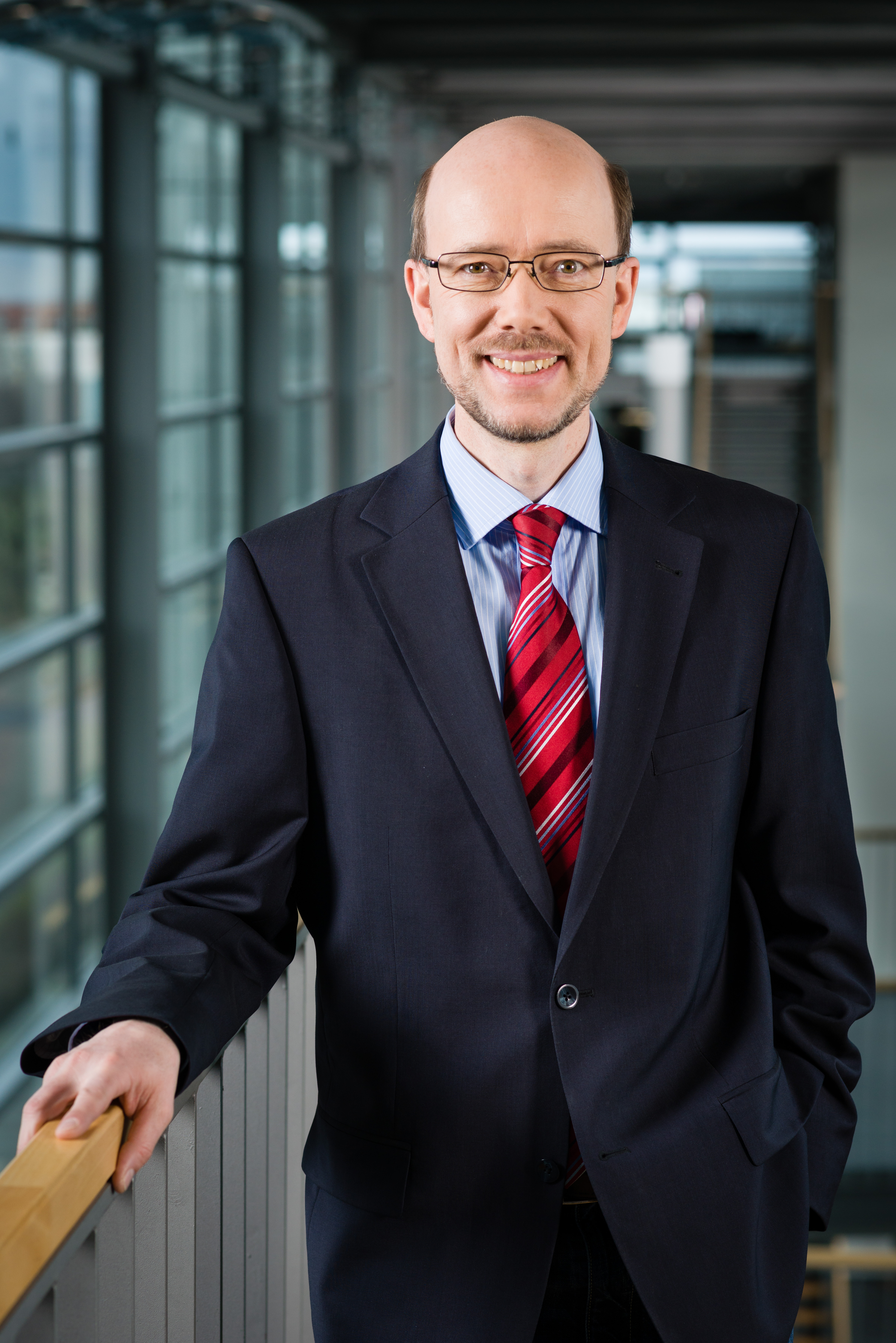
Kai Sundmacher (2013)

Kai Sundmacher (* 24. März 1965 in Hildesheim) ist ein deutscher Verfahrenstechniker. Er ist Direktor am Max-Planck-Institut für Dynamik komplexer technischer Systeme Magdeburg und Leiter des Lehrstuhls für Systemverfahrenstechnik an der Otto-von-Guericke-Universität Magdeburg.

## Leben und Wirken
Kai Sundmacher studierte ab 1984 Maschinenbau bis zum Vordiplom an der Universität Hannover und ab 1986 Verfahrenstechnik an der TU Clausthal, welches er 1990 als Diplom-Ingenieur der Verfahrenstechnik abschloss; Vorarbeiten für seine Diplomarbeit erbrachte er an der TU Braunschweig. Am Institut für Chemische Verfahrenstechnik der TU Clausthal promovierte er im Jahr 1995. Anschließend leitete er dort die Forschergruppen „Reaktivdestillation“ und „Elektrochemische Reaktionstechnik“.
Nach einem Forschungsaufenthalt als Postdoctoral Fellow an der University of Newcastle, UK, habilitierte er sich an der TU Clausthal im Jahr 1998 für das Gebiet „Chemische und Thermische Verfahrenstechnik“. 1999 folgte er dem Ruf auf den C4-Lehrstuhl für Systemverfahrenstechnik der Otto-von-Guericke-Universität Magdeburg.
Im Jahr 2001 wurde er zum Direktor und Wissenschaftlichen Mitglied des Max-Planck-Instituts für Dynamik komplexer technischer Systeme in Magdeburg ernannt.
Sundmacher erhielt für seine Forschungsergebnisse zahlreiche Preise, (siehe auch: Auszeichnungen, Ehrungen & Mitgliedschaften), u. a. den Carl-Zerbe-Preis der Deutschen Wissenschaftlichen Gesellschaft für Erdgas, Erdöl und Kohle (1998), den Arnold-Eucken-Preis des Vereins Deutscher Ingenieure (1999), den Meyer-Stuckmann-Wissenschaftspreis der BTU Cottbus (2008) und die Einstein-Professur der Chinesischen Akademie der Wissenschaften (2009). Seit 2010 ist er Gastprofessor an der East China University of Science and Technology in Shanghai.
Sundmacher ist Mitglied mehrerer wissenschaftlicher Fachgesellschaften (u. a. AIChE, DGMK, ISE, VDI) und Mitherausgeber der Fachzeitschrift „Chemical Engineering Science“.
Seit September 2019 ist Sundmacher Sprecher der International Max Planck Research School Magdeburg for Advanced Methods in Process and Systems Engineering (IMPRS ProEng).

## Forschungsinteressen
- Modellgestützte Analyse und Synthese komplexer verfahrenstechnischer Prozesse
- Integrierte chemische Prozesse
- Chemische Energiekonversion
- Biosystemtechnik

## Auszeichnungen, Ehrungen & Mitgliedschaften
| Jahr      | Position |
| --------- | --- |
| 2021      | Aufnahme in die Berlin-Brandenburgische Akademie der Wissenschaften |
| 2013      | Hoogewerff Lecture (gehalten auf der ECCE-9), Den Haag, Niederlande |
| seit 2012 | Gewähltes Mitglied des Fachkollegiums „Chemische und Thermische Verfahrenstechnik“ der Deutschen Forschungsgemeinschaft (DFG-Fachkollegiat)                                                                 |
| seit 2012 | Review Editor des Journals Fuel Cells (Wiley) |
| seit 2010 | Sprecher des Forschungszentrums, „Dynamische Systeme - Biosystemtechnik“ der Otto-von-Guericke-Universität Magdeburg                                                                                        |
| seit 2010 | Mitglied des Vorstandes des DFG-Sonderforschungsbereichs/Transregio 63 „Integrierte chemische Prozesse in flüssigen Mehrphasensystemen“, TU Berlin, TU Dortmund und Otto-von-Guericke-Universität Magdeburg |
| 2009      | Einstein-Professur der Chinese Academy of Sciences (CAS) |
| 2008      | Dr. Meyer-Struckmann-Wissenschaftspreis der BTU Cottbus |
| seit 2006 | Mitglied der Auswahlkommission der Studienstiftung des Deutschen Volkes, Germany |
| seit 2003 | Executive Editor des Journals „Chemical Engineering Science“ (Elsevier) |
| 1999      | Arnold-Eucken-Preis der VDI-Gesellschaft Verfahrenstechnik und Chemieingenieurwesen, Düsseldorf |
| 1998      | Carl-Zerbe-Preis der Deutschen Wissenschaftlichen Gesellschaft für Erdöl, Erdgas und Kohle, Hamburg |
| 1997      | Fluid Separation Processes Group Prize der IChemE, UK |
| 1995      | Förderpreis des Vereins von Freunden der TU Clausthal |
| 1990      | Hilpert-Preis der TU Braunschweig |
| 1985–1990 | Stipendiat der Studienstiftung des Deutschen Volkes |
| 1985      | Erster Preis des Bundeswettbewerbs „Jugend forscht“ im Fachgebiet Chemie |

## Veröffentlichungen (Auswahl)
Eine Publikationsliste findet sich auf der Website der Max-Planck-Gesellschaft zur Förderung der Wissenschaften e.V.